# Hans im Glück (2009, Peter Hümmeler)
Hans im Glück ist ein deutscher Kurzfilm von Peter Hümmeler aus dem Jahr 2009, dessen Titelrolle mit Steffen Will besetzt ist. Er entstand als Studentenfilm im vierten Semester an der Internationalen Filmschule Köln und lief auf Festivals wie dem Landshuter Kurzfilmfestival oder den Shorts At Moonlight.

## Handlung
Der Bauer Hans lebt auf seinem Hof in der Nähe von Osnabrück. Dieser soll aber einer Autobahn weichen. Um entsprechende Verträge abzuschließen, kommt die ehrgeizige Anwältin Laura Schwieler auf seinen Hof. Dieser Besuch wird von Spannungen zwischen den Parteien dominiert. Hans muss aber erkennen, dass er keine Wahl hat und unterschreibt den Vertrag. Bei ihrer Abreise erleidet der Porsche der Anwältin eine Panne, die Schwieler zu einem mehrstündigen Aufenthalt auf dem Hof zwingt. Zwischen Hans und der Anwältin entwickelt sich aus der anfänglichen Antipathie gegenseitiges Interesse und schließlich Liebe.

## Veröffentlichung
Der von der Internationalen Filmschule Köln (IFS) produzierte Film wurde am 17. März 2009 auf dem Landshuter Short Film Festival vorgestellt.